# دوربین تک‌لنزی بازتابی

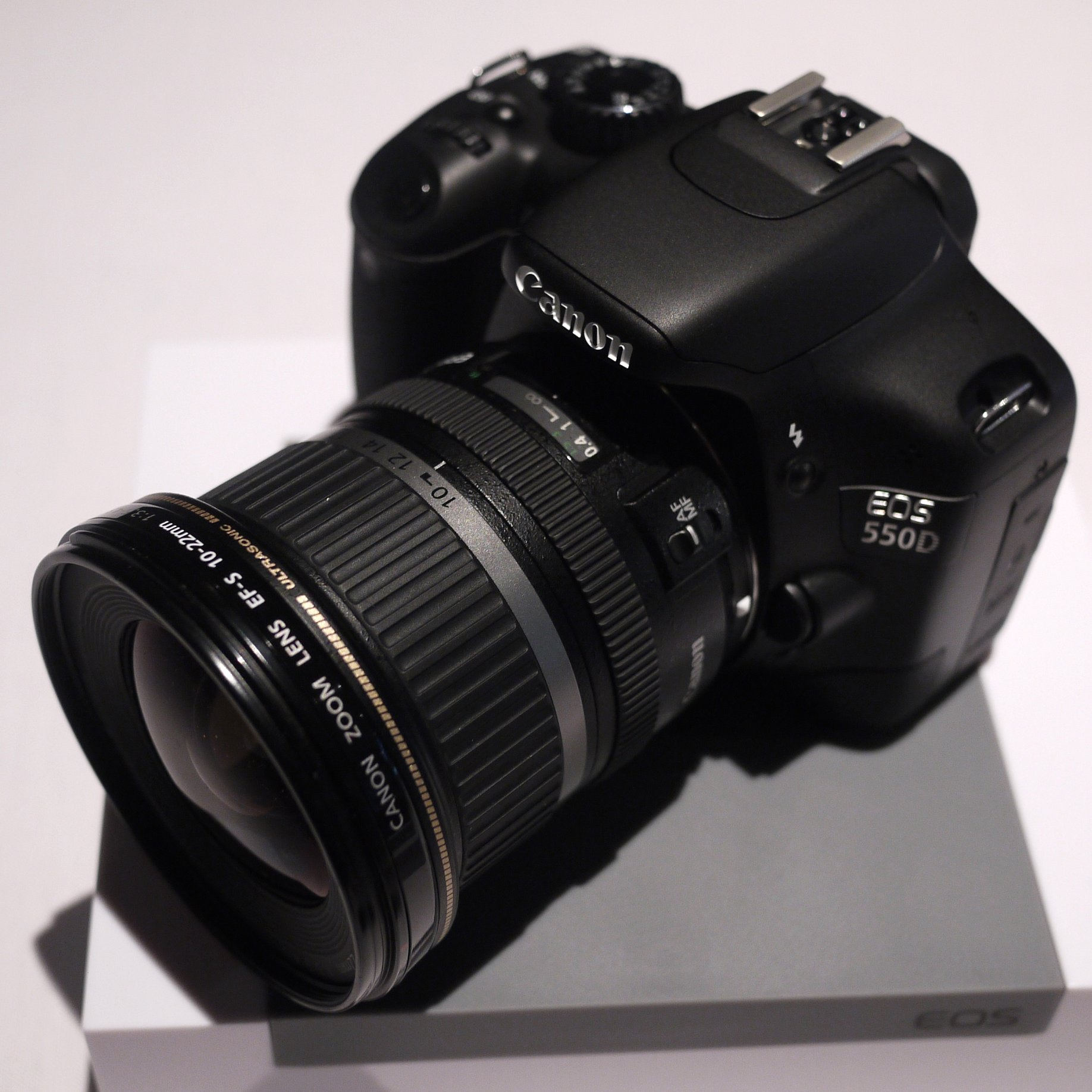
دوربین کانن ئی‌اواس ۵۵۰دی، نمونه یک دوربینِ DSLR

دوربین اس ال آر یا دوربین تک‌لنزی بازتابی (به انگلیسی: Single Lens Reflex) یا تک‌لنزی انعکاسی نوعی دوربین است که از یک سامانه آینه نیمه خودکار برای مشاهده تصویر توسط عکاس استفاد
ه می‌کند.

## کارکرد
در هنگام انتخاب منظره و چشم‌انداز، آینه نوری را که از لنز متصل شده وارد می‌شود به میزان نود درجه به سمت بالا منحرف می‌کند، سپس این نور دو بار توسط منشور پنج وجهی شیشه‌ای یا آینه‌ای (پنتاپریسم) منعکس می‌شود و به چشم عکاس فرستاده می‌گردد. در طول نورگیری آینه به سمت بالا می‌چرخد، دریچه دیافراگم تنگ می‌شود شاتر باز می‌شود و اجازه می‌دهد لنز نور را روی سنسور تصویر بیندازد.
سپس شاتر دوم روی سنسور را می‌پوشاند، یعنی زمان نورگیری به پایان رسیده‌است. آینه پایین می‌آید و شاتر به جای خود برمی‌گردد. طول زمانی که آینه به بالا می‌چرخد را خاموشی منظره‌یاب می‌نامند. یک آینه و شاتر سریع بهتر است مخصوصاً در زمانی که سوژه در حال حرکت است و تأخیری نباید داشته باشد.
تمام آنچه شرح داده شد در هزارم ثانیه و به صورت خودکار صورت می‌گیرد. دوربین‌های سریع این عملیات را می‌توانند تا ده بار در ثانیه انجام دهند. عکاسان حرفه‌ای این دوربین‌ها را ترجیح می‌دهند زیرا عکاس می‌تواند پیش نمایشی واقعی از فریم را در لحظه نوردهی ببیند و یک دلیل مهم اینکه می‌تواند لنزهای متنوعی را انتخاب کرده و بروی دوربین خود نصب کند. یک امکان دیگر اینکه پیش نمایشی واقعی از عمق میدان را به عکاس می‌دهد.

## اجزا
1. لنز
2. آینه با زاویه ۴۵ درجه
3. صفحه کانونی شاتر
4. حسگر یا فیلم
5. صفحه فوکاس
6. لنز متمرکزکننده

7. منشور پنج وجهی شیشه‌ای (یا آینه ای) نوری
8. ویزور، نمایاب یا چشم انسان

شاتر این دوربین‌ها کانونی است، در نتیجه، در پشت لنز قرار می‌گیرد.

## نگارخانه

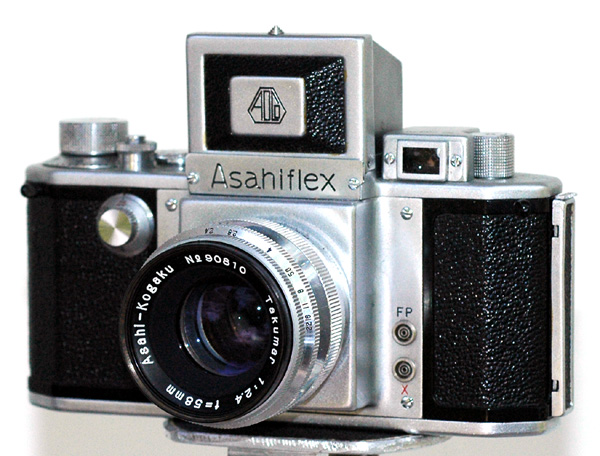
The 1952 (پنتاکس) آساهی فلکس, ژاپن's first single-lens reflex camera
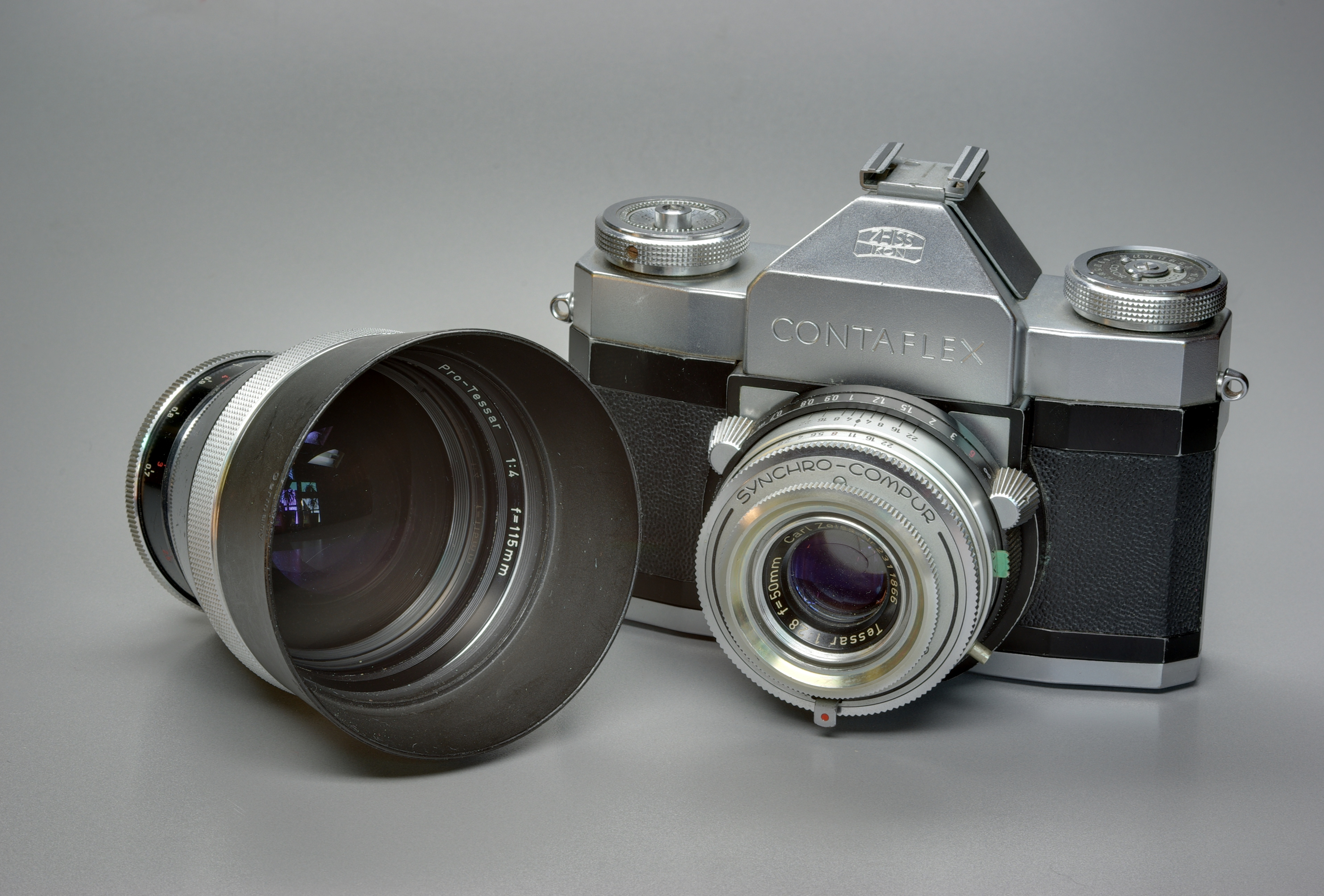
The کونتا فلکس اس‌ال‌آر III a single-lens reflex camera from West Germany from 1957, with additional 115 mm lens
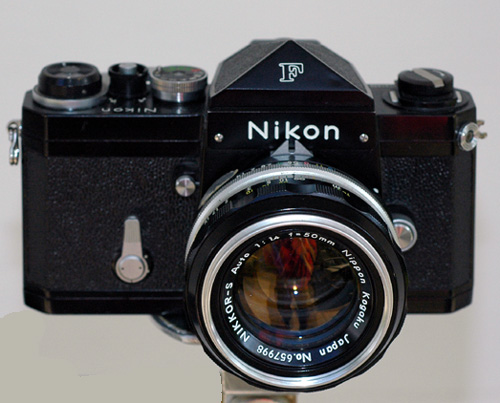
The 35 mm film-based نیکون اف, 1959, the world's first single-lens reflex system camera
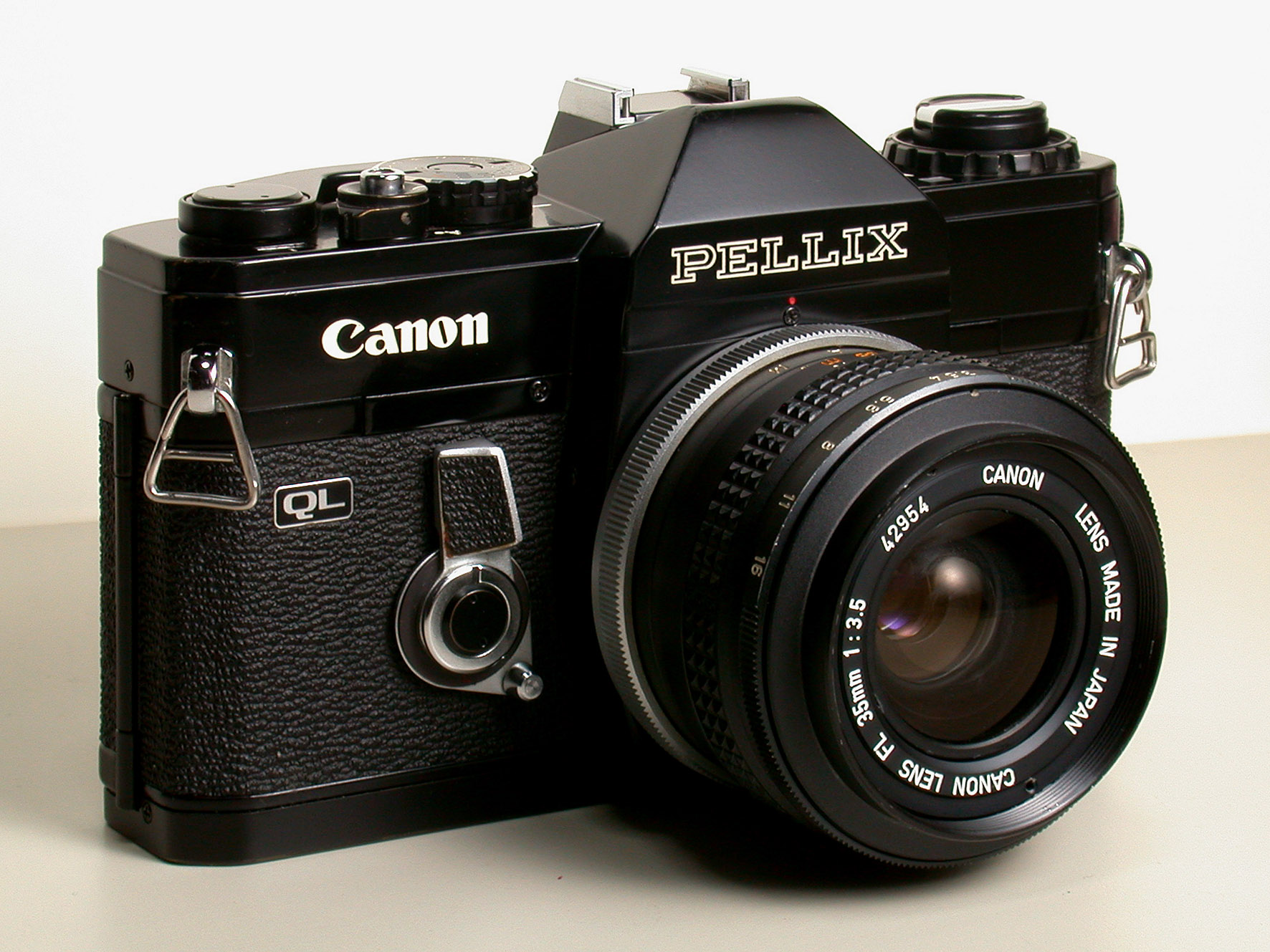
کانن (شرکت) Pellix, 1965
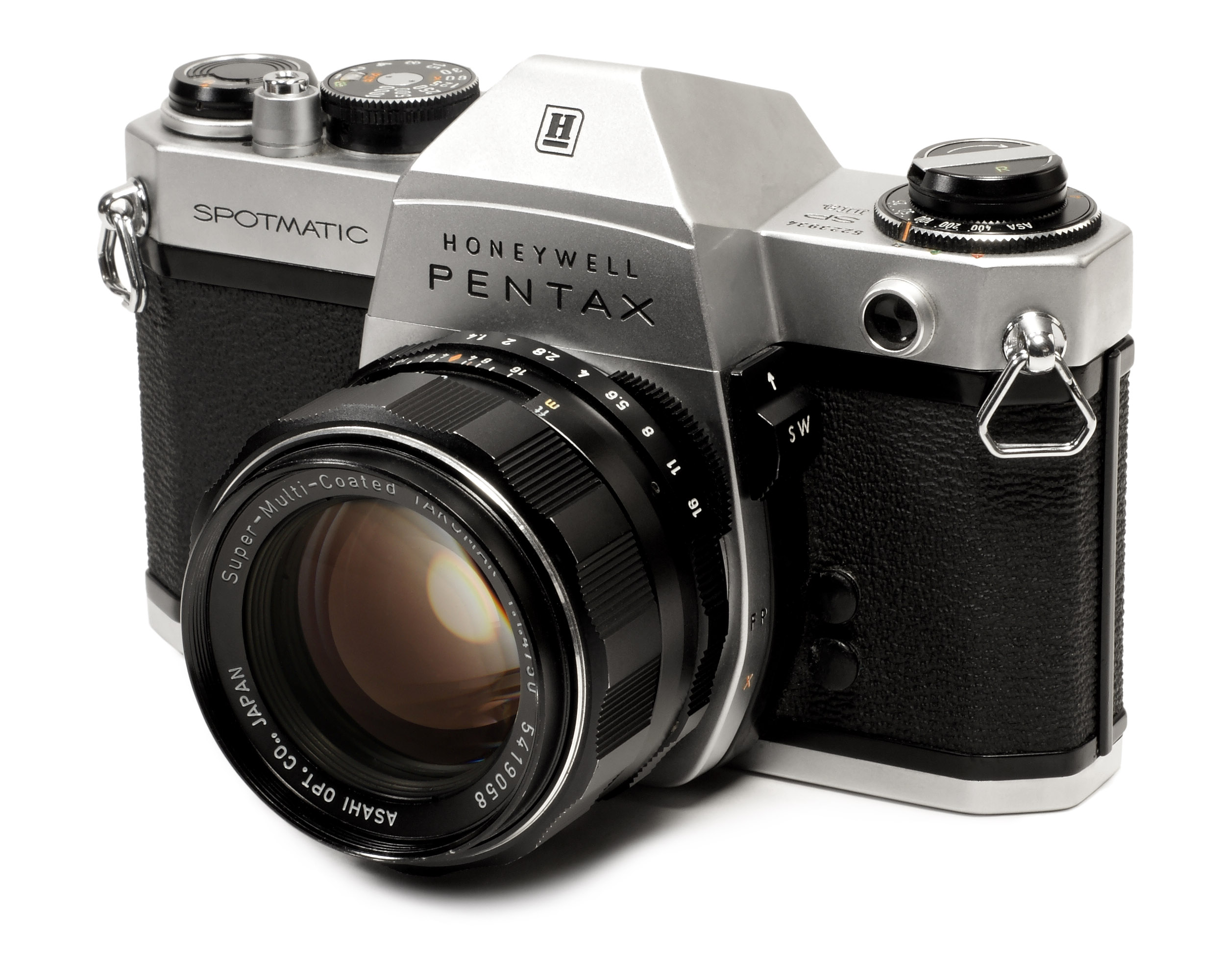
The پنتاکس Spotmatic IIa, 1971
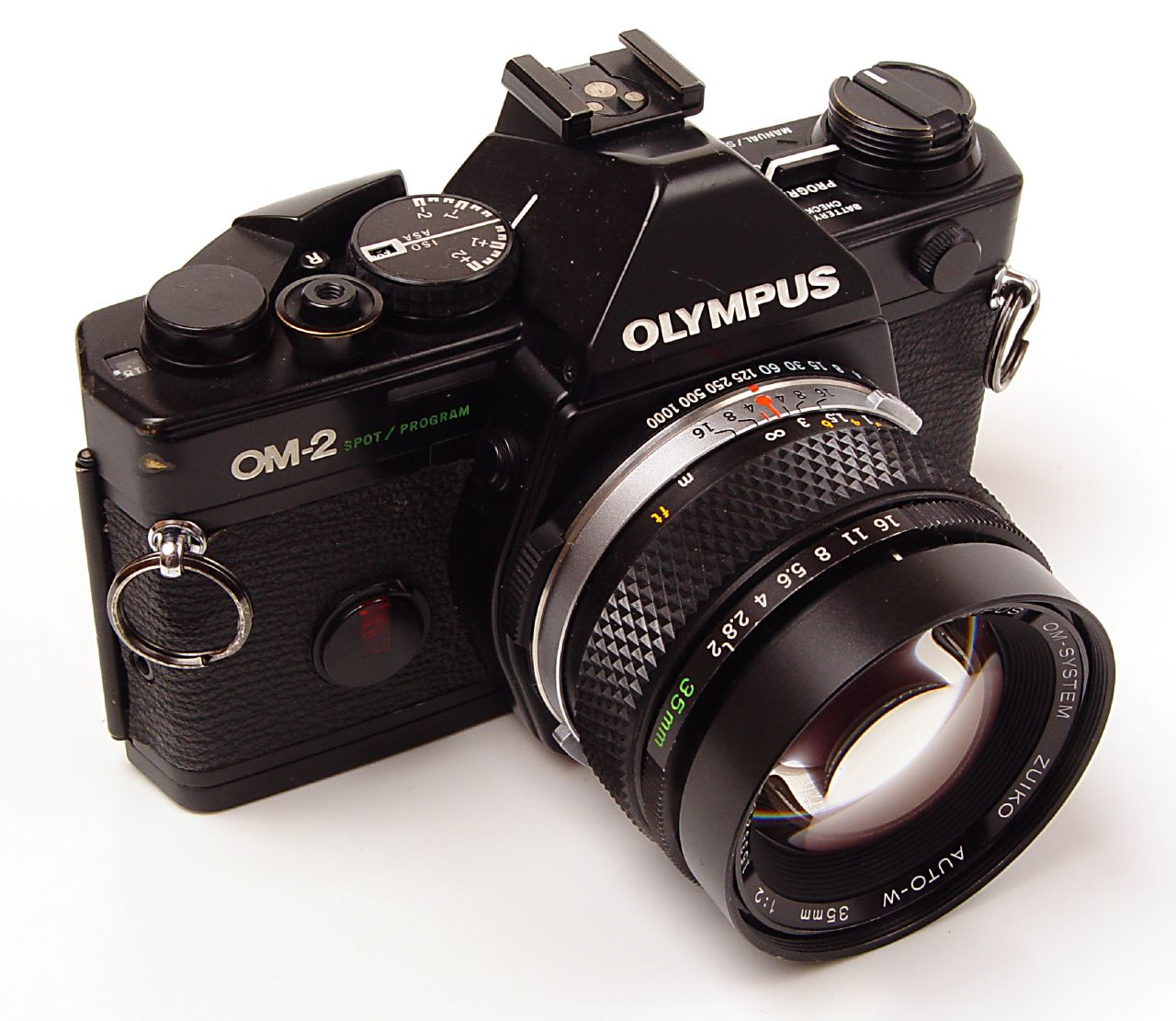
المپوس The 35 mm film-based الیمپوس اوام-۲ (1975), which was the first SLR to measure light for electronic flash at the shutter curtain.
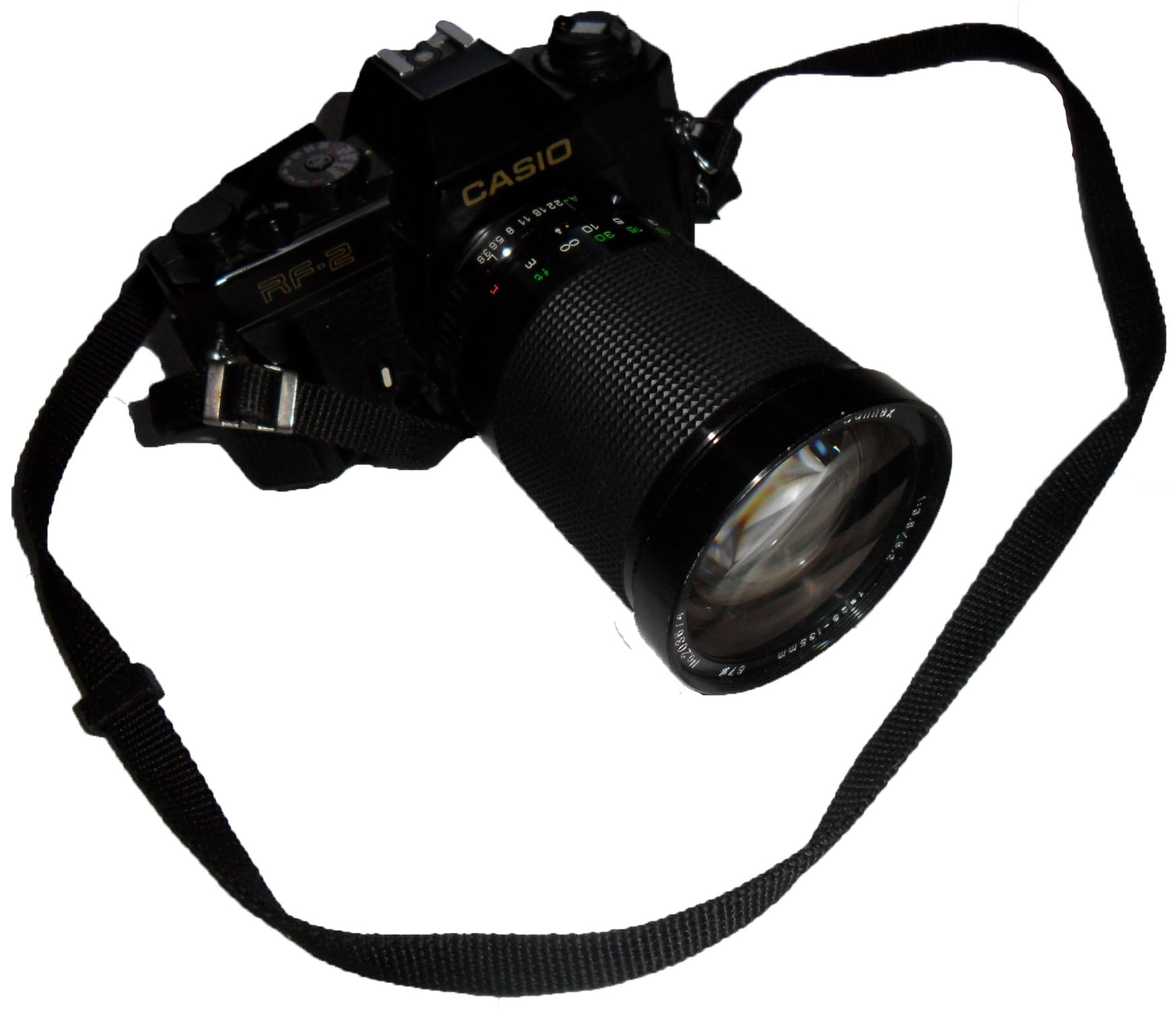
کاسیو RF2 35mm film SLR
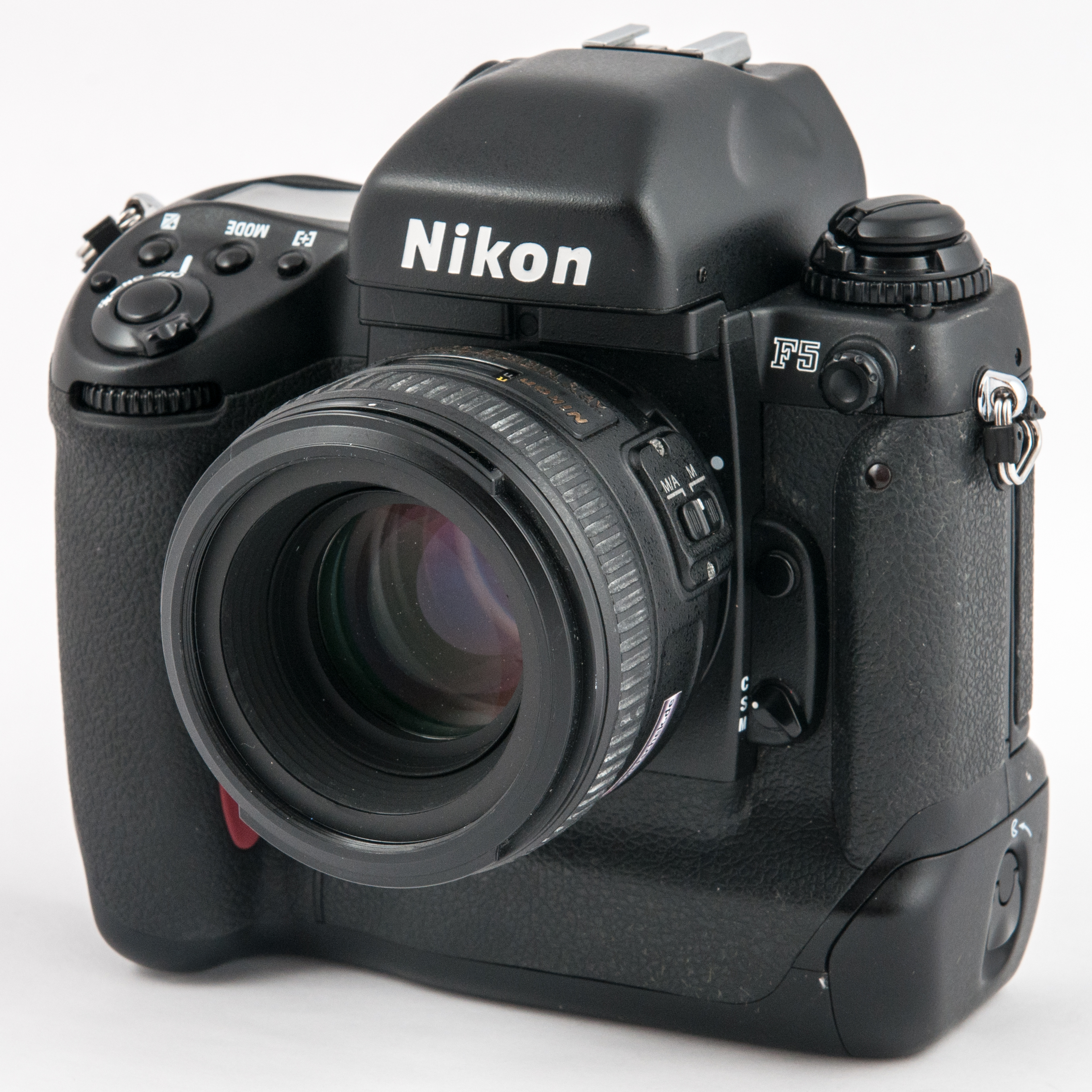
نیکون اف۵ professional SLR, 1996
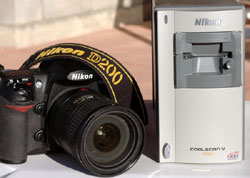
عکاسی دیجیتال Nikon D200 and a Nikon film scanner
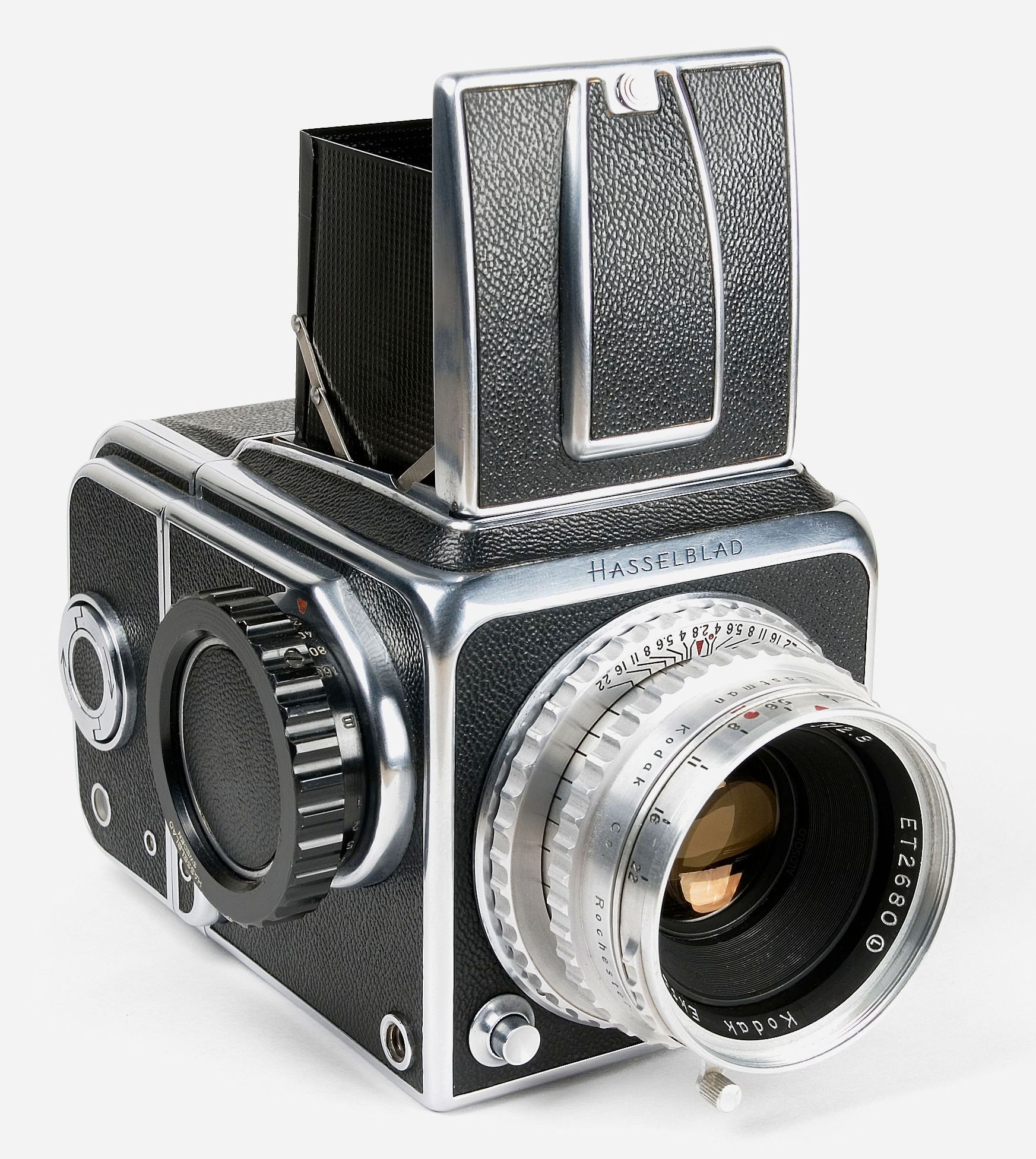
قطع متوسط (دوربین) SLR by هاسلبلاد